# پولینا خان
پولینا خان (روسی: Полина Хан، زاده ۳۱ دسامبر ۱۹۹۹) تکواندوکار اهل روسیه است. وی دارنده مدال برنز وزن ۶۷ کیلوگرم بانوان در مسابقات تکواندو قهرمانی اروپا ۲۰۱۸ است.  